# 消防庁長官表彰顕功章
消防庁長官表彰顕功章(しょうぼうちようちようかんひようしようけんこうしよう)は、日本の消防庁長官が功労ある消防吏員または消防団員、消防庁職員を表彰するために授与する表彰記章のこと。消防に関する表彰としては勲章・褒章などの栄典に準じ、最も栄誉あるもののひとつである。
当該記章は、総務省消防庁が定める消防表彰規程（昭和37年消防庁告示第1号）第4条第1項第2号及び第3項を根拠規定とし、災害において消防作業に従事し、その功労顕著な者、国際緊急援助隊の派遣に関する法律に基づく国際緊急援助活動又は災害における消防活動に従事し、その功労顕著な者が表彰対象である。同顕功章は消防庁長官名により授与することを明記した章記とともに授与される。
同顕功章は、受章者本人のみが佩用することが出来、遺族はそれを保存することが出来る。本人が禁固または懲戒免職等の罰を受けた場合、消防庁はこれを返納させることが出来る。
なお、消防庁長官表彰顕功章の制式即ち形容は、その他の消防庁長官表彰永年勤続功労章、消防庁長官表彰特別功労章などと同じで金色の消防徽章に銀色と青色の装飾が特徴である。

## 類似の表彰記章
- 消防庁長官表彰特別功労章
- 消防庁長官表彰功労章
- 消防庁長官表彰功績章
- 消防庁長官表彰永年勤続功労章
- 消防庁長官表彰国際協力功労章